# هوسام (واشینگتن)
هوسام (به انگلیسی: Husum) یک منطقهٔ مسکونی در ایالات متحده آمریکا است که در واشینگتن واقع شده‌است. هوسام ۱۲۶ متر بالاتر از سطح دریا واقع شده‌است.